# 童子
童子（どうじ、ぼっこ、童児）とは、子供のこと。貴人の身の回りの世話などをする童形の者も童子といわれる。
仏教用語としても用いられ、主に次の3つの意味がある。(1)仏の王子すなわち菩薩、(2)仏・菩薩・明王などの眷属につける名、（3)寺院に入った得度前の少年で、仏典を学ぶ傍ら雑役に従事する者（女子の場合は童女）。

## 仏教用語として
仏教用語としての童子はサンスクリットのkumāraの訳であり、次の3つの意味がある。
1. 仏の王子すなわち菩薩。
2. 仏・菩薩・明王などの眷属につける名。
3. 寺院に入った得度前の少年で、仏典を学ぶ傍ら雑役に従事する8歳以上20歳未満の者（女子の場合は童女）。法会等にも補助として参列する。

ただし、年齢に関わりなく童髪のまま寺で雑役に従事する者もある。年齢や経験に応じて中童子、大童子などと呼ばれ、特に高位の側近であって奥向きの用事をする者を上童子という。
年齢について、『大智度論』は数え年で4歳以上20歳に満たないものとする。

### 童子の例
仏典に現れるものとしては、金剛杖や金剛杵を手にした金剛童子（金剛手）や、華厳経入法界品の善財童子がある。密教では不動明王の脇士として図象化された矜羯羅童子・制多迦童子のほか、春日赤童子などがある。高野山の影響を受けて興った両部神道では、天照大神を雨宝童子と呼んだ例もみられる。
仏教の天部に位置づけられる護法善神は護法童子（天童）を意味することがある。

### 戒名の位号として
童子の語は戒名の位号としても用いられる。この場合の「童子」（女子は「童女」）は、宗派によって違いはあるものの概ね数え年で15歳ぐらいまでを言う。

## 日常語として
子供という意味のほか、貴人の身の回りの世話をする召し使いの少年という意味がある。